# 小籠包
小籠包（しょうろんぽう、上海語: ショーロンポー、普通話: シャオロンバオ、拼音: xiǎolóngbāo）は、中国・台湾・マレーシアなど中華圏の国々でよく食べられている中華料理の点心の一種。

## 概要
豚の挽肉を薄い小麦粉の皮に包んで、蒸籠蒸しにした肉まん（肉包子）のことである。挽肉には豚皮を煮込んで冷えてできた煮こごり（ゼラチン）を混ぜ、蒸し上げるとゼラチン成分が融けて皮の中にスープが入った状態になるのが特徴である。通常の肉まんと比較するとかなり小さく、大きさは一般的な焼売に近い。
類似する料理に湯包があるが、小籠包と比較すると湯包の方が皮が薄く、スープが多い。「小籠包と湯包は同じもの」とされることもある
。
中国では庶民料理として扱われているが、中国大陸以外のレストランでは高級料理として提供されることも多い。

## 名称
「小籠」は「小さな蒸し籠」という意味であり、「小籠包」は小さな蒸した包子（日本でいう中華まん）という意味である。中に湯（スープ）が入ったものを小籠湯包あるいは小籠包子とも呼んで区別することもあるが、逆に「小籠湯包」を「湯つきのミニ小籠包」と解することもある。
日本では小篭包（籠の和製漢字）や小龍包（竹冠がない）などの漢字表記がある。

## 歴史
小籠包の歴史は、北宋の時代まで遡る。現在の河南省開封市はその頃の汴京の首都であり、「スープ入りの餃子」は今でも人気がある。靖康の変後、宋朝は南下し、中原の麺食の習慣を南に持ち込んだ。その結果、小籠包は徐々に現地で発展し、江蘇省と浙江省の代表的な食べ物になり始めた。特に清朝以降、常州や無錫で現代的な形の小饅頭が登場した。
歴史の過程で、小龍包は徐々に上海南翔小龍包、無錫小龍包、紹興喉包、蟹肉小龍包、エビ肉小龍包、蟹小龍包、台湾小龍包へと進化した。台湾に伝わってからは、龍包などの流派が数多くある。
日本では、発祥地には3か所の説があり、中国の開封市・無錫市・上海市とされることが多い。

### 開封の小籠包
河南省開封市の名物料理である灌湯包子を小籠包の発祥とすることがある。
湯包は、一口サイズのスープ入り肉まん（包子）であり、開封が発祥とされる。
皮の中に餡とともにスープが入っていることが特徴として挙げられる。

### 南京市の小籠包
江蘇省南京市は湯包が名物であり、湯包を売りにしている店は数多く市内に存在している。
南京の湯包は小籠包との違いが語られることが多く、一例として皮の閉じ口のある面が上になっているのが小籠包、下になっているのが南京湯包というものがある。しかし、閉じ口を上にした南京湯包も多く、明確な分別の定義はない。
味の特徴としては上海の小籠包と比べると、南京のものはスープが甘いことが挙げられる。これは小籠包に限ったことでもなく糖醋排骨（日本で言うところの酢豚）なども上海より蘇州のものが甘く、蘇州より無錫のものが甘い。南京のものは無錫よりも更に甘い。

### 無錫の小籠包
無錫の小籠包は、無錫小籠包または小籠饅頭と呼ばれる。
無錫小籠包は江蘇省無錫市の名物料理といわれている。無錫の小籠包は醤油を用いた濃厚で甘い味が特徴である。

### 上海市の小籠包

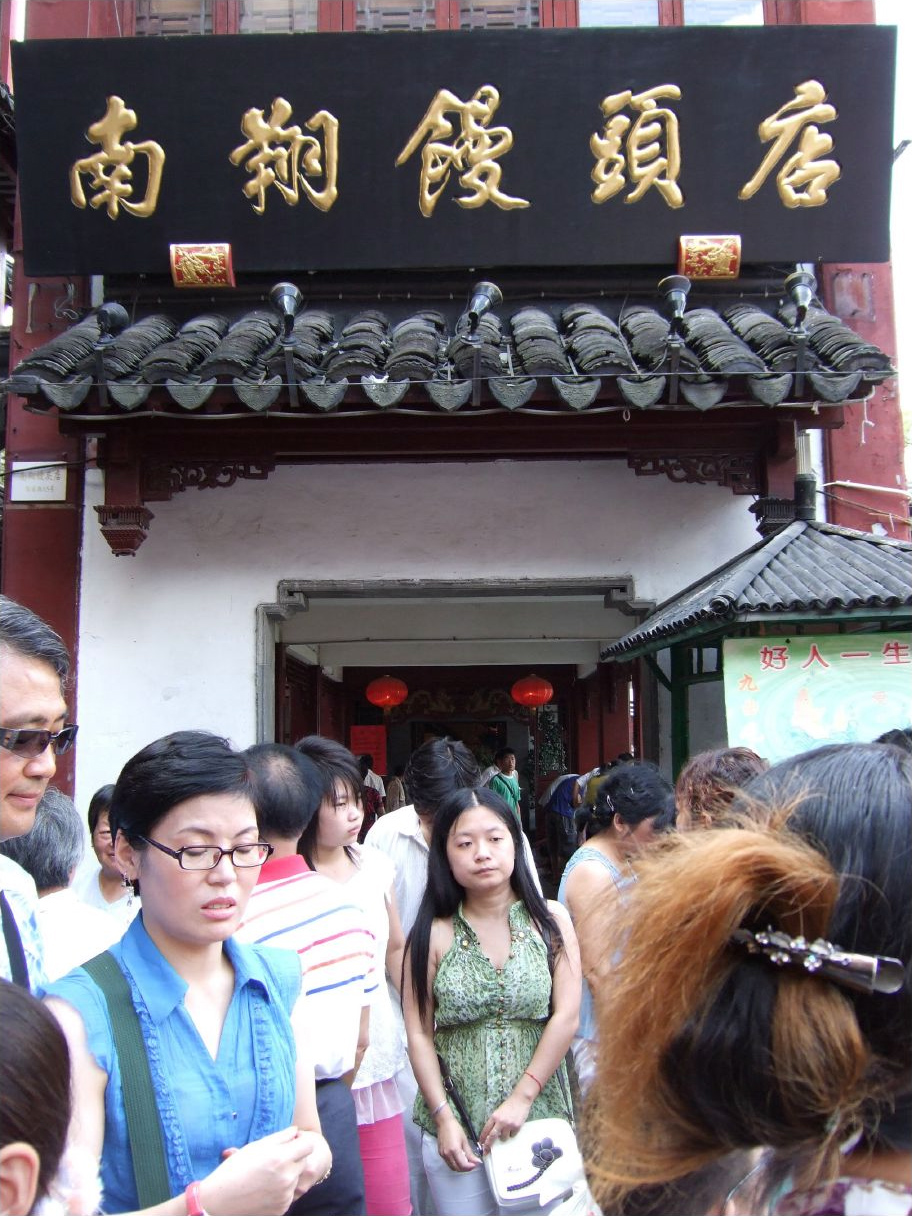
上海の南翔饅頭店

一説には上海市の都心部に位置する商店街が起源と言われており、また一説には上海市の西北に位置する小さな街路「南翔鎮」で発祥したとされる。
南翔鎮の起源の説によれば、1871年に清の嘉定県南翔鎮（現・上海市嘉定区の南翔鎮）の菓子屋「古猗園」の店主黄明賢が売り出した「南翔大肉饅頭」にあると言われている。南翔大肉饅頭は好評を博したため、同業者からすぐに真似された。その後、工夫を凝らして具を多く皮を薄くし、簡単に真似ができないよう技術的な改良を加えた「古猗園南翔小籠」を販売し、たちまち有名な饅頭としてもてはやされた。当初より現在まで「南翔小籠」と呼ばれている。「古猗園」店主黄明賢の弟子である呉翔升が1900年に開店した老舗「長興樓」（のちに「南翔饅頭店」に改名）が1920年ごろに売り出したところ、上海で人気を呼んだ。
この南翔小籠包の作り方は2014年に中華人民共和国文化部第4回国家級無形文化遺産代表的プロジェクトに入選している。

#### 焼き小籠包
日本では焼き小籠包として知名度が高まった上海のローカルフードは生煎饅頭と呼ばれる別料理である。鉄板で焼き上げるという調理方法が異なるほか、皮も小籠包のものより厚めとなっている。

### 台湾の小籠包

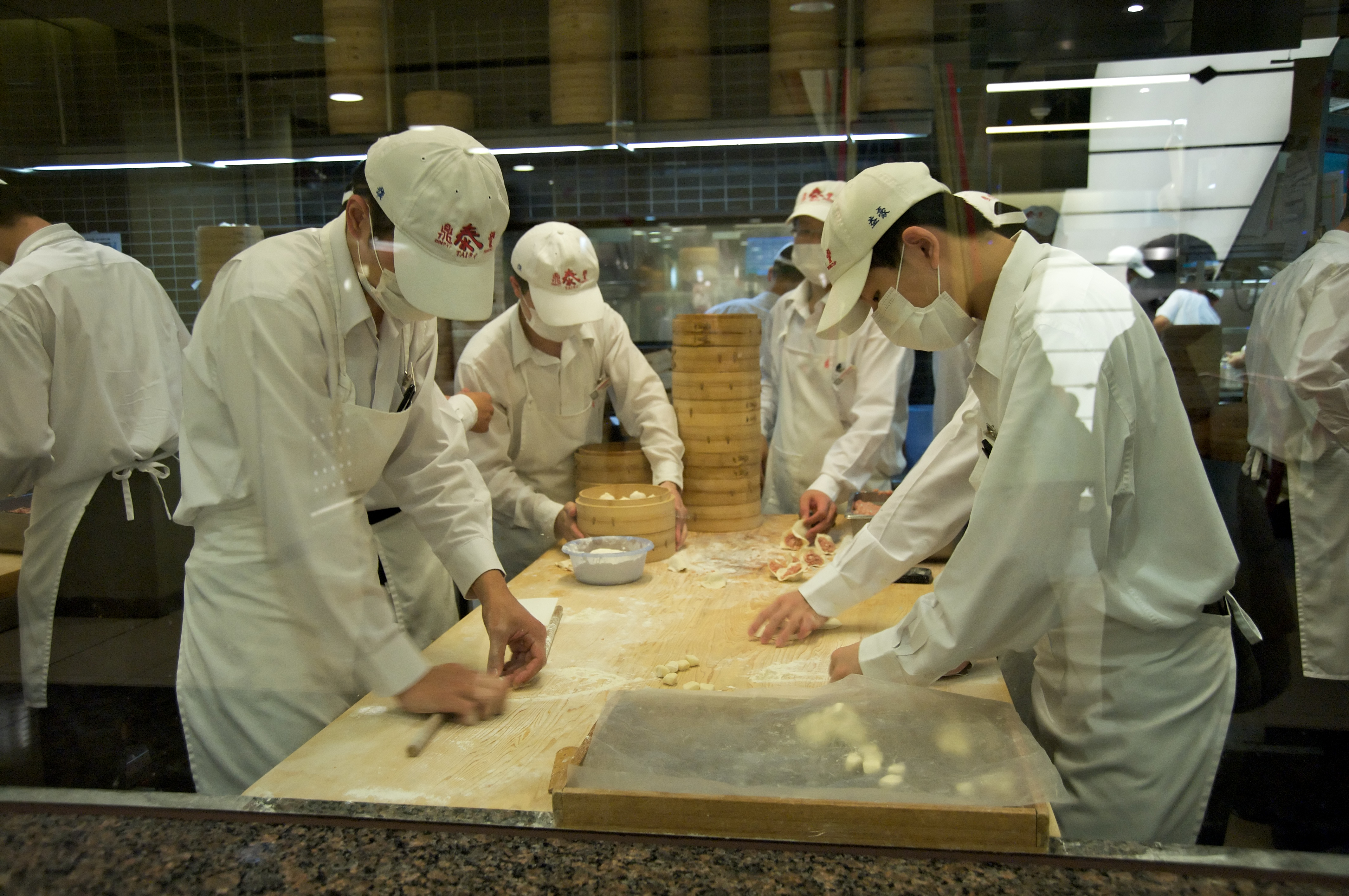
台北の「鼎泰豊」の厨房風景

台湾の小籠包は中華民国政府の台湾への移転に伴って、上海から伝わって来たといわれている。
台湾の小籠包は街の中の一般的な飲食店に提供されることもあり、高級料理としてこだわった小籠包専門店もある。台湾の高級小籠包の代表は台北市にある鼎泰豊の本店であり、鼎泰豊は本場の上海や世界中にも出店している。
台湾においては、中にたっぷりのスープ（湯）が包み込まれているものを小籠湯包、調理技術がなくてスープを閉じ込めていないものを小籠包と区別している。

## 特徴

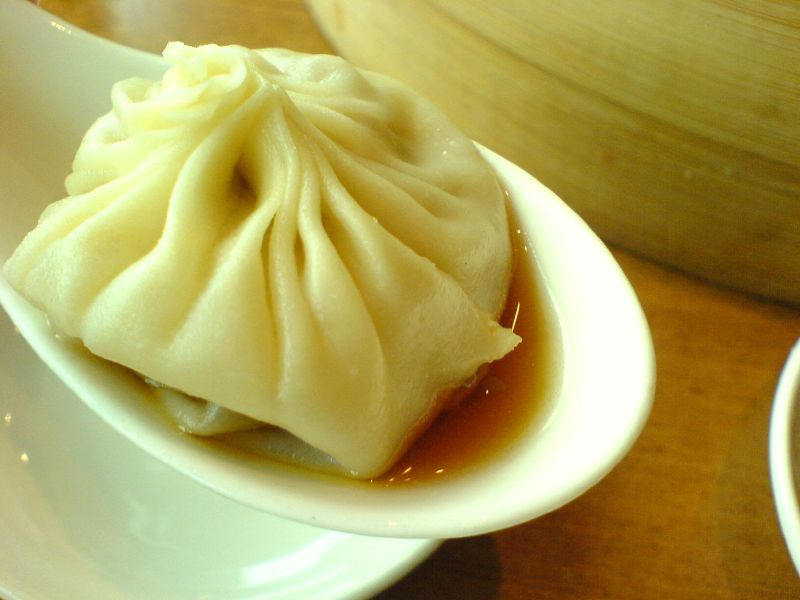
熱々のスープの入った小籠包

大きさは一般的な肉まん（肉包子）と比べてかなり小ぶりで直径は約3センチメートル程度。大きさは焼売に近い。皮は小麦粉を半ば発酵させ、よくこねたものを円形に薄く延ばし広げて作る。特徴のスープは元々のレシピでは豚皮を煮込んで冷やした肉皮凍という煮こごり（ゼラチン）を豚の挽肉に混ぜ込む。しかし、現在は鶏のゼラチンを用いたり、中には豚皮・牛骨・鮫の軟骨を加水分解で工業的に加工して作った食品用ゼラチンを用いるものもある。このゼラチンが蒸籠の高温で蒸され、融けてスープとなる。
熱々の肉汁（スープ）を含んだジューシーな味わいがその最大の特徴となっている。したがって、冷めたものではその特徴を味わえず、蒸したてを火傷しないよう気をつけながら、箸でつまみ、レンゲでスープをこぼさないようにして味わう。
通常は、薄い皮の折ひだを14以上作り、具を包む。具には白菜や、シイタケ、クログワイなどの野菜類やキノコ、エビやフカヒレなどを少量混ぜた豚の挽肉を入れる。豚肉には皮や皮下脂肪の部分も混ぜ、ゼラチン分が含まれるようにする。この他、上海で名物となっている上海蟹の身を入れた蟹肉小籠や、雌の内子を入れた蟹黄小籠もあり、高級品として特に珍重される。豚肉を食べることが禁じられているイスラム圏においては、豚肉の代わりに鶏肉、羊肉を使った小籠包が提供されている（イスラム圏の鼎泰豊支店など）。
スープで煮込む小籠包は本来中国には存在せず、2021年には日本の「小籠包スープ」の存在が中国国内で物議を醸した。

## 食べ方の例

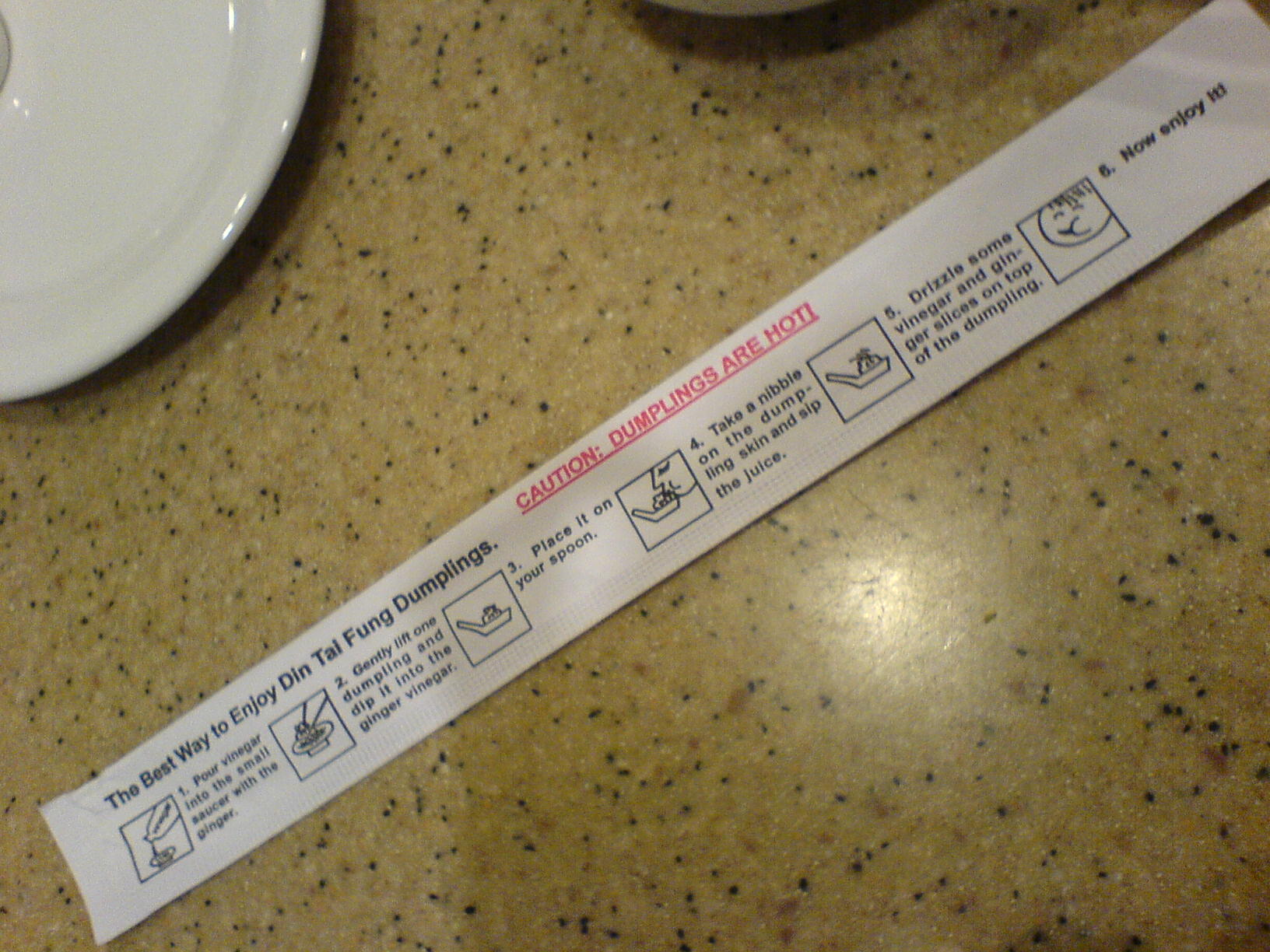
食べ方を解説した鼎泰豊の箸袋

小籠包は皮の中のスープが熱いので、一口で食べると口内を火傷したり、中のスープをこぼして衣服を汚すこともある。
すでに味付けが完了しているので、基本的にたれは不要であり、そのまま食べる。日本では、たれとして酢（鎮江香醋、いわゆる日本でいう黒酢）だけか、これに醤油を混ぜたものを用いることが多い。日本の焼き餃子のようにラー油を使うことは、中国ではまずない。
日本では、細く切ったショウガ（針ショウガ）が添えられこともある。この場合、小皿に取った黒酢や醤油と酢を混合したものに針ショウガを浸し、つけタレとする。
日本では、以下のような食べ方が紹介されることが多い。
1. 箸で小籠包の皮をつまみ、穴をあけないようにして散蓮華（ちりれんげ）に載せる。
2. 小籠包の皮の側面に箸で穴をあけ、中のスープを散蓮華で受ける。
3. 少し熱を冷ましたら、散蓮華を口に運び、スープを飲む。もしくはスープとともに小籠包を半分ほど食べる[15][20]。
4. （つけタレが用意されている場合）針ショウガを散蓮華に残った小籠包に載せて、散蓮華に残ったスープごと食べる[15]。または、散蓮華のスープを飲んで残った小籠包を箸でつまみ、小皿のタレにつけて食べる[17]。